# 今出川公行
今出川 公行（いまでがわ きんゆき）は、南北朝時代から室町時代前期にかけての公卿。右大臣・今出川実直の子。官位は従一位・左大臣。

## 経歴
永徳元年/弘和元年（1381年）に従三位に叙され、公卿に列する。その後、参議・備後権守・権中納言を経て、応永2年（1395年）に権大納言に就任。応永6年（1399年）に右近衛大将を兼務。応永9年（1402年）に右近衛大将は辞すも内大臣へ栄転する。応永10年（1403年）に右大臣を拝命。応永16年（1409年）には従一位を授与された。
応永18年（1411年）には左大臣に就任し、応永25年（1418年）まで務めた。この間応永21年（1413年）12月19日に称光天皇の即位があったが、公行は内弁を仰せつかっていた。都合があって再三にわたり辞退したが後小松上皇の奉行である勧修寺経興を通して厳しく指示があったためやむなく用意していたところ、4代将軍・義持が右大将九条満教を内弁に推挙したため、満教は右大将から右大臣に進み内弁となった。それまでの右大臣鷹司冬家は辞職する羽目に陥り、公行は内弁の役から放たれてしまう。

## 系譜
- 父：今出川実直（1342-1396）
- 母：不詳
- 妻：不詳
  - 男子：今出川実富（?-1428）
  - 女子：小川宮側室